# Страйдер, Спенсер
Спенсер Роберт Страйдер (англ. Spencer Robert Strider; 28 октября 1998, Колумбус, Огайо) — американский бейсболист, питчер клуба Главной лиги бейсбола «Атланта Брэйвз». На студенческом уровне выступал за команду Клемсонского университета.

## Биография
Спенсер Страйдер родился 28 октября 1998 года в Колумбусе. Окончил Христианскую академию в Ноксвилле, три года выступал за школьную бейсбольную команду, выигрывал чемпионат штата. В выпускной год был признан лучшим игроком Теннесси и получил титул «Мистер Бейсбол» штата, вошёл в символическую сборную звёзд школьного бейсбола. На драфте Главной лиги бейсбола 2017 года его в 35-м раунде выбрал клуб Кливленд Индианс, но Страйдер отказался от подписания контракта, предпочтя поступить в Клемсонский университет.

### Любительская карьера
В 2018 году Страйдер дебютировал за «Клемсон Тайгерс» в бейсбольном турнире NCAA. В своём первом сезоне он принял участие в 22 матчах, одержал пять побед при двух поражениях с пропускаемостью 4,76. Сделанные им 70 страйкаутов стали лучшим результатом в команде, по итогам сезона его включили в сборную новичков конференции ACC.
Сезон 2019 года Страйдер полностью пропустил из-за травмы локтя, потребовавшей операции. На поле он вернулся в 2020 году. В недоигранном из-за пандемии COVID-19 турнире он сыграл в четырёх матчах, проведя на поле 12 иннингов с пропускаемостью 4,50. Летом 2020 года его в четвёртом раунде под общим 126-м номером задрафтовал клуб «Атланта Брэйвз».

### Профессиональная карьера
Выступления на профессиональном уровне Страйдер начал в 2021 году в составе «Огасты Грин Джэкетс». Затем его перевели сначала в «Ром Брэйвз», а затем, в июне 2021 года, в «Миссисипи Брэйвз» на уровень AA-лиги. К сентябрю он продвинулся до уровня AAA-лиги. В октябре Страйдер был переведён в основной состав «Атланты». К этому моменту он провёл в фарм-системе клуба 94 иннинга с пропускаемостью 3,64 и 153 страйкаутами. Дебютировав в Главной лиге бейсбола, он принял участие в двух матчах регулярного чемпионата и не вошёл в состав «Брэйвз» на плей-офф. Весной 2022 года во время предсезонных сборов он претендовал на место реливера или шестого стартового питчера команды. По итогам июля Страйдера признали лучшим новичком месяца в Национальной лиге. В сентябре в матче с «Колорадо» он установил рекорд «Атланты», сделав 16 страйкаутов. Предыдущий был установлен членом Зала славы бейсбола Джоном Смолцем в 1992 году.